# Ned Jarrett
Ned Jarrett (Conover, 12 de outubro de 1932) é um ex-piloto estadunidense da NASCAR, foi o campeão da categoria em 1961 e 1965. É pai do também ex-piloto Dale Jarrett, campeão da NASCAR em 1999.